# Erichem
Erichem est un village appartenant à la commune néerlandaise de Buren.